# Équipe d'Algérie masculine de handball au Championnat d'Afrique 1991
Cet article relate le parcours de l'Équipe d'Algérie de handball masculin lors du Championnat d'Afrique du 5 au 13 septembre 1991.

## Effectif
- Karim El-Mahouab

- Achour Hasni
- Brahim Boudrali
- Salim Abes

## Résultats
| 5 septembre 1991 | Égypte | 19-18 | Algérie | Le Caire |
| 5 septembre 1991 | (-)    |       |         | Le Caire |

| 7 septembre 1991 | Algérie | 26-18 | Sénégal | Le Caire |
| 7 septembre 1991 | (14-10) |       |         | Le Caire |

| 10 septembre 1991 | Algérie | 14-11 | Côte d'Ivoire | Le Caire |
| 10 septembre 1991 | (-)     |       |               | Le Caire |

| 11 septembre 1991 | Algérie | 27-15 | République du Congo | Le Caire |
| 11 septembre 1991 | (-)     |       |                     | Le Caire |

| 12 septembre 1991 | Algérie | 21-14 | Maroc | Le Caire |
| 12 septembre 1991 | (11-7)  |       |       | Le Caire |

| 13 septembre 1991 | Algérie | 23-13 | Tunisie | Le Caire |
| 13 septembre 1991 | (-)     |       |         | Le Caire |

### Classement final
Le classement final est,  :
|                             | Équipe              | Pts     | J       | G       | N       | P       | Bp      | Bc      | Diff    |
| --------------------------- | ------------------- | ------- | ------- | ------- | ------- | ------- | ------- | ------- | ------- |
| Médaille d'or, Afrique      | Égypte              | 18      | 6       | 6       | 0       | 0       | ??      | ??      | +62     |
| Médaille d'argent, Afrique  | Algérie             | 16      | 6       | 5       | 0       | 1       | 129     | 90      | + 39    |
| Médaille de bronze, Afrique | Tunisie             | 13      | 6       | 3       | 1       | 2       | ??      | ??      | +2      |
| 4                           | Maroc               | 13      | 6       | 3       | 1       | 2       | ??      | ??      | -7      |
| 5                           | Sénégal             | 8       | 6       | 1       | 0       | 5       | 115     | 137     | -22     |
| 6                           | Côte d'Ivoire       | 8       | 6       | 1       | 0       | 5       | ??      | ??      | -27     |
| 7                           | République du Congo | 8       | 6       | 1       | 0       | 5       | ??      | ??      | -47     |
| NC                          | Namibie             | forfait | forfait | forfait | forfait | forfait | forfait | forfait | forfait |